# Platja dels Muntanyans
La platja dels Muntanyans és una platja natural del municipi de Torredembarra (Tarragonès), situada dins de l'espai natural Platja de Torredembarra i Creixell, una zona dunar amb aiguamolls. Limita a ponent amb la platja de Baix a Mar i a llevant amb la platja de Creixell, al límit del terme municipal de Creixell. Orientada al sud-est, té una longitud de 2.200 metres i una amplada mitjana de 66 metres, formada per sorra fina i daurada, amb un pendent d'entrada a l'aigua suau. Disposa de servei de vigilància i salvament, rentapeus i lavabos públics, papereres i punts de reciclatge, disposa també d'una zona d'uns 400 metres per practicar-hi el nudisme.
La platja està guardonada amb la Bandera Blava, que reconeix internacionalment la qualitat de l'aigua i serveis. L'Agència Catalana de l'Aigua efectua un control setmanal de la qualitat de l'aigua, durant la temporada de bany, amb el resultat d'excel·lent.